# Free Solo
Pour plus de détails, voir Fiche technique et Distribution.
Free Solo est un film documentaire américain réalisé par Elizabeth Chai Vasarhelyi et Jimmy Chin, et sorti en 2018.
Il a été récompensé dans de nombreux festivals, et a remporté l'Oscar du meilleur film documentaire lors de la 91e cérémonie des Oscars.

## Synopsis

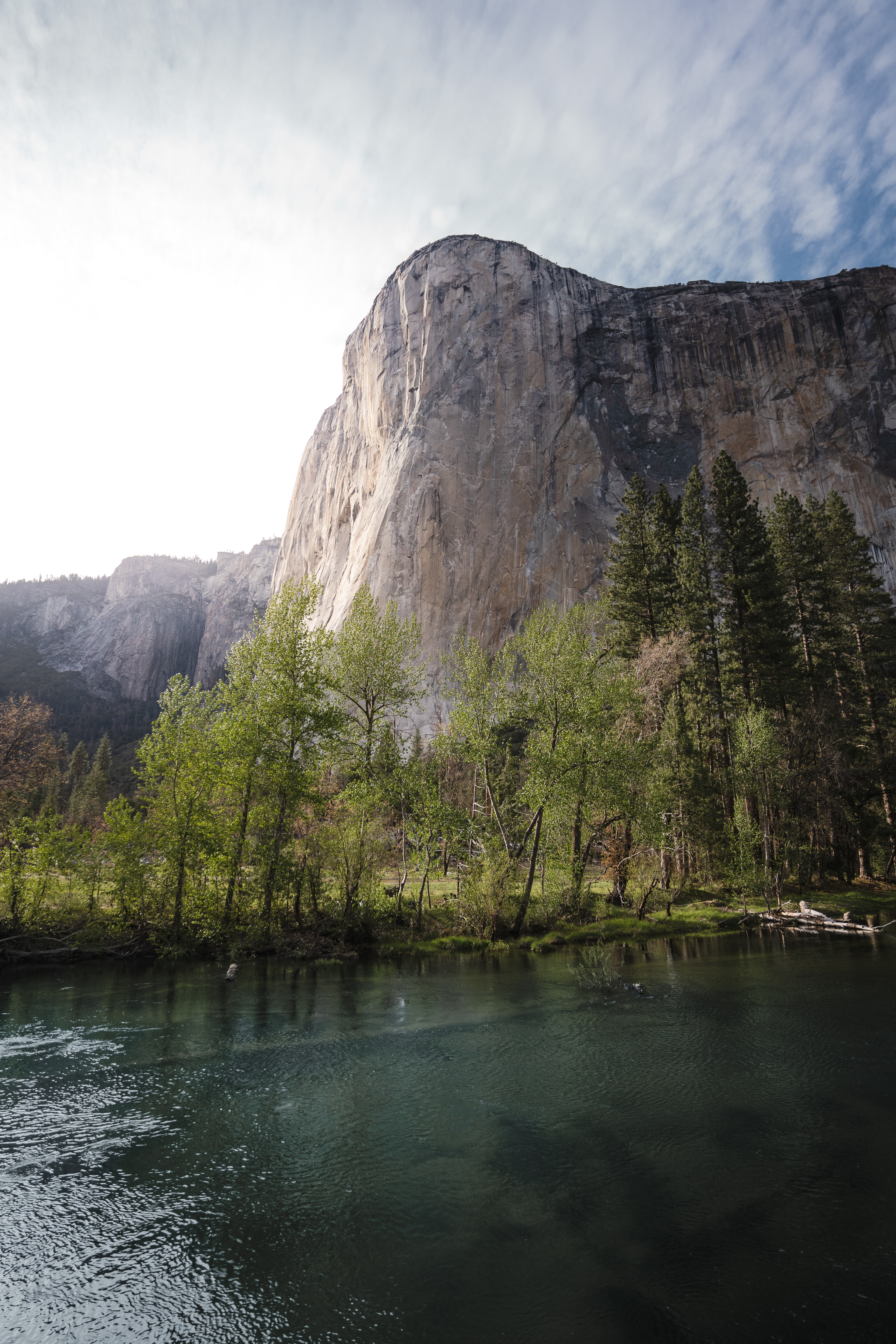
Vue d'El Capitan.

Le film suit l'ascension par le grimpeur Alex Honnold en solo intégral de la formation rocheuse El Capitan dans la vallée de Yosemite, sur une paroi verticale de 975 mètres, et décrit le contexte de la préparation de cette ascension. Il s'agit de la voie « Freerider » (cotation 7c+, 33 longueurs).

## Fiche technique
- Titre original : Free Solo
- Réalisation : Elizabeth Chai Vasarhelyi et Jimmy Chin
- Musique : Marco Beltrami
- Photographie : Jimmy Chin, Clair Popkin, Mikey Schaefer
- Montage : Bob Eisenhardt
- Sociétés de production : Little Monster Films, Itinerant Films, Parkes+MacDonald Image Nation, National Geographic Documentary Films
- Société(s) de distribution : National Geographic Documentary Films
- Budget : inconnu
- Pays de production :  États-Unis
- Langue originale : anglais
- Format : couleur — Digital Cinema Package — 1,85:1 — son Dolby Digital
- Genre : documentaire
- Durée : 100 minutes
- Dates de sortie : 
  - États-Unis : 31 août 2018 (Festival du film de Telluride)
  - 9 septembre 2018 (Festival international du film de Toronto)
  - Royaume-Uni : 14 décembre 2018
- Classification :
  - États-Unis : PG-13
  - France : Tous publics

## Distinctions

### Récompenses
- 91e cérémonie des Oscars : meilleur film documentaire
- 71e cérémonie des Primetime Emmy Awards : meilleur réalisateur pour un film documentaire
- 72e cérémonie des British Academy Film Awards : meilleur documentaire
- Festival international du film de Toronto 2018 : meilleur documentaire

### Nominations
- Austin Film Critics Association 2019 : meilleur film documentaire
- Chicago Film Critics Association 2018 : meilleur film documentaire
- Dallas-Fort Worth Film Critics Association 2018 : meilleur film documentaire
- Denver Film Critics Society 2019 : meilleur film documentaire
- Detroit Film Critics Society 2018 : meilleur film documentaire
- Directors Guild of America Awards 2019 : meilleur réalisateur pour un film documentaire
- Dublin Film Critics' Circle 2018 : meilleur film documentaire
- Florida Film Critics Circle 2018 : meilleur film documentaire
- Gold Derby Awards 2020 : meilleur film documentaire de la décennie
- Golden Trailer Awards 2019 : meilleur film documentaire
- Houston Film Critics Society 2019 : meilleur film documentaire